# FC Hertha Wels
Der Fußballclub Hertha Wels, kurz FC Hertha Wels, ist ein Fußballverein der oberösterreichischen Statutarstadt Wels. Der Verein gehört dem Oberösterreichischen Fußballverband (OFV) an und spielt ab der Saison 2025/26 in der 2. Liga.

## Geschichte
Der WSC Hertha Wels ging 1975 aus einer Fusion des SC Hertha Wels (gegründet 1921) und des Welser SC (gegründet 1912) hervor. Der SC Hertha Wels nahm 1924 erstmals an den höchsten oberösterreichischen Spielklasse teil und wurde 1964 und 1966 oberösterreichischer Meister, der WSC 1972.
Der aus der Fusion hervorgegangene Verein nahm wie bereits seine Vorgänger an der dritthöchsten Spielklasse, der oberösterreichischen Landesliga, teil. In der Saison 1976/77 erreichte er nach Siegen gegen die Kapfenberger SV und den SV Flavia Solva das Achtelfinale im ÖFB-Cup, wo er allerdings am Wiener Sport-Club scheiterte. 1981 musste WSC Hertha Wels aus der inzwischen nur noch viertklassigen Landesliga absteigen und den Gang in die fünfthöchste Spielklasse, die 2. Landesliga, antreten. In dieser belegte er in der Gruppe Ost in der Saison 1982/83 den letzten Tabellenrang, wodurch er in die sechstklassige Bezirksliga abstieg. 1989 konnte er Meister der Gruppe Süd werden und somit wieder in die fünfthöchste Spielklasse aufsteigen.
1991 verpasste er als Vizemeister knapp den Aufstieg in die vierthöchste Spielklasse hinter Braunau. In der Saison 1996/97 konnte er sich schließlich den Meistertitel sichern und wieder in die höchste oberösterreichische Spielklasse aufsteigen. In der Saison 2000/2001 wurde er jedoch nur Letzter und musste somit nach vier Saisonen in der Landesliga wieder in die 2. Landesliga absteigen. In der Saison 2002/03 folgte der nächste Abstieg: Als Vorletzter der Gruppe West musste er ab der Saison 2003/04 wieder sechstklassig spielen. Nach neun Jahren in der Bezirksliga stieg er 2011/12 als Vizemeister wieder in die fünfthöchste Spielklasse auf, aus der er 2013 jedoch nach nur einer Saison wieder absteigen musste.
Nach erneut einer Saison in der Bezirksliga konnte er als Meister der Gruppe Süd jedoch 2014 wieder in die fünfte Liga aufsteigen. Nach zwei Saisonen in der fünfthöchsten Spielklasse stieg er in der Saison 2015/16 als Meister der Landesliga West erstmals nach 15 Jahren wieder in die OÖ Liga auf. In der Saison 2016/17 belegte er mit dem neunten Tabellenrang einen Platz im Mittelfeld. In der Saison 2017/18 stieg er als Vizemeister hinter dem ASKÖ Oedt erstmals in die Regionalliga auf.
Nachdem er in der ersten Saison in der Regionalliga als Ziel einen Platz unter den besten Vier ausgegeben hatte, befand er sich nach der Hinrunde jedoch nur auf dem neunten Platz. Anfang April 2019 trennte er sich vom Aufstiegstrainer Stephan Kuranda und beförderte den ehemaligen Bundesligaprofi Emin Sulimani zum Cheftrainer. Nach dessen Wechsel zum SV Stripfing folgte Reinhard Furthner als Trainer nach. Dieser wird zum Ende der Saison 2024/25 aus privaten und beruflichen Gründen das Traineramt an Christian Heinle weitergeben.
Zur Saison 2023/24 ging Hertha Wels eine Spielgemeinschaft mit dem Stadtrivalen FC Wels ein und firmierte in jener Saison als SPG Wels. Zur Saison 2024/25 fusionierten die beiden Teams, die Hertha trägt seither den Namen FC Hertha Wels. In selbiger Saison gewann der Verein die Regionalliga-Mitte, stieg in die zweithöchste Spielklasse auf und ist damit erstmals im Profifußball vertreten.

## Kampfmannschaft

### Trainerteam
Stand: 12. Juli 2025
| Funktion        | Name                  | Geburtsdatum | Nationalität | beim Verein seit | letzter Verein         |
| --------------- | --------------------- | ------------ | ------------ | ---------------- | ---------------------- |
| Trainer         | Christian Heinle      | 30.03.1985   | Osterreich   | 07/2025          | Nachwuchsleiter        |
| Co-Trainer      | Mato Simunovic        | 27.09.1985   | Osterreich   | 07/2025          | FC Hertha Wels Juniors |
| Co-Trainer      | Markus Lackner        | 05.04.1991   | Osterreich   | 07/2025          | Spieler                |
| Co-Trainer      | Florian Falkner       | 01.06.1999   | Osterreich   | 07/2025          | NWZ Hertha Wels U-18   |
| Torwarttrainer  | Alexander Ametzberger | 17.06.1994   | Osterreich   | 07/2025          | NWZ Hertha Wels U-18   |
| Athletiktrainer | Philipp Pohn          | 12.05.1997   | Osterreich   | 07/2025          | SV Horn                |

### Aktueller Kader
Stand: 13. August 2025
| Rücken- nummer | Name                 | Geburtsdatum | Nationalität            | beim Verein seit | letzter Verein              |
| Torhüter       | Torhüter             | Torhüter     | Torhüter                | Torhüter         | Torhüter                    |
| -------------- | -------------------- | ------------ | ----------------------- | ---------------- | --------------------------- |
| 01             | Matěj Čechal         | 01.02.2005   | Tschechien              | 07/2025          | FK Teplice                  |
| 44             | Kilian Schröcker     | 03.09.2001   | Osterreich              | 07/2025          | SV Lafnitz                  |
| 70             | Samuel Szakál        | 02.10.2005   | Slowakei                | 07/2024          | RSC Hamsik Academy          |
| Abwehr         |                      |              |                         |                  |                             |
| 03             | Luan                 | 31.05.1996   | Brasilien               | 01/2025          | FC Pinzgau Saalfelden       |
| 04             | Sebastian Feyrer     | 04.03.1997   | Osterreich              | 07/2025          | SV Lafnitz                  |
| 05             | Benjamin Sammer      | 11.03.2005   | Osterreich              | 07/2025          | SV Ried (Leihe)             |
| 14             | Luca Tischler        | 27.05.2003   | Osterreich              | 07/2023          | SV Grödig                   |
| 28             | Paul Gobara          | 26.03.2000   | Osterreich              | 07/2025          | SV Horn                     |
| 38             | Patrick Obermüller   | 17.02.1999   | Osterreich              | 07/2024          | Schwarz-Weiß Bregenz        |
| 77             | Manuel Thurnwald     | 16.07.1998   | Osterreich              | 07/2025          | Floridsdorfer AC            |
| Mittelfeld     |                      |              |                         |                  |                             |
| 06             | Pascal Müller        | 15.02.2003   | Osterreich              | 07/2025          | Wolfsberger AC              |
| 07             | Jonas Schwaighofer   | 05.09.2001   | Osterreich              | 07/2023          | Union Mondsee               |
| 10             | Adri Castro          | 12.10.1998   | Spanien                 | 07/2023          | CD Palencia Cristo Atlético |
| 12             | Michael Brugger      | 03.02.2002   | Osterreich              | 07/2025          | Wolfsberger AC II           |
| 17             | Roman Steinmann      | 04.12.2003   | Osterreich              | 07/2025          | Union Gurten                |
| 19             | Markus Forjan        | 20.03.1996   | Osterreich              | 07/2024          | FC Gleisdorf 09             |
| 20             | Sebastian Malinowski | 08.06.1998   | Deutschland             | 07/2025          | Wacker Burghausen           |
| 22             | Karim Conté          | 25.08.1999   | Guinea-a                | 08/2025          | SV Horn                     |
| 23             | Miroslav Ćirković    | 13.03.2000   | Bosnien und Herzegowina | 01/2023          | SK Vorwärts Steyr           |
| 42             | Fabian Lechner       | 26.01.2006   | Osterreich              | 07/2025          | SV Ried II (Leihe)          |
| 73             | Josip Eskinja        | 10.12.1998   | Osterreich              | 07/2025          | NK Jadran Luka Ploče        |
| Angriff        |                      |              |                         |                  |                             |
| 08             | Andreas Radics       | 30.04.2001   | Osterreich              | 07/2025          | SV Lafnitz                  |
| 09             | Albin Gashi          | 25.01.1997   | Osterreich              | 07/2025          | Admira Wacker               |
| 11             | Alexander Mayr       | 23.08.2002   | Osterreich              | 07/2022          | LASK Amateure OÖ            |
| 33             | Andrija Bošnjak      | 26.03.1996   | Kroatien                | 07/2024          | Wacker Burghausen           |

### Transfers
Stand: 13. August 2025
| Zugänge: | Abgänge: |
| Sommer 2025 | Sommer 2025 |
| --- | --- |
| - Michael Brugger (Wolfsberger AC II) - Matěj Čechal (FK Teplice) - Karim Conté (SV Horn) - Josip Eskinja (NK Jadran Luka Ploče) - Sebastian Feyrer (SV Lafnitz) - Albin Gashi (Admira Wacker) - Paul Gobara (SV Horn) - Fabian Lechner (SV Ried II, Leihe) - Sebastian Malinowski (Wacker Burghausen) - Pascal Müller (Wolfsberger AC) - Andreas Radics (SV Lafnitz) - Benjamin Sammer (SV Ried, Leihe) - Kilian Schröcker (SV Lafnitz) - Roman Steinmann (Union Gurten) - Manuel Thurnwald (Floridsdorfer AC) | - Valentin Akrap (SV Lafnitz) - Philipp Birglehner (SV Bad Schallerbach) - Belmin Cirkic (ASKÖ Oedt) - Indir Duna (SK St. Magdalena) - Bence Fónai (USV Neuhofen) - Simon Gasperlmair (ASKÖ Oedt) - Stefan Holzinger (SV Gmunden) - Hannes Huber (SV Wallern) - Jürgen Huber (SV Bad Ischl) - Roko Mišlov (SK Vorwärts Steyr) - Angelo Nenadic (SV Lafnitz) - Batuhan Peker (Union Weißkirchen) - Sekou Sylla (vereinslos) - Markus Lackner (Karriereende) |

## Stadion
Hertha Wels trägt seine Spiele in der HOGO Arena aus. Das Stadion erhielt im März 2018 die Bezeichnung HOGO Arena aufgrund des Hauptsponsors der Welser, der Welser Personalmanagement-Firma HOGO. Bis dahin hieß das Stadion Mauth-Stadion.